# هولوکاست در هنر و ادبیات

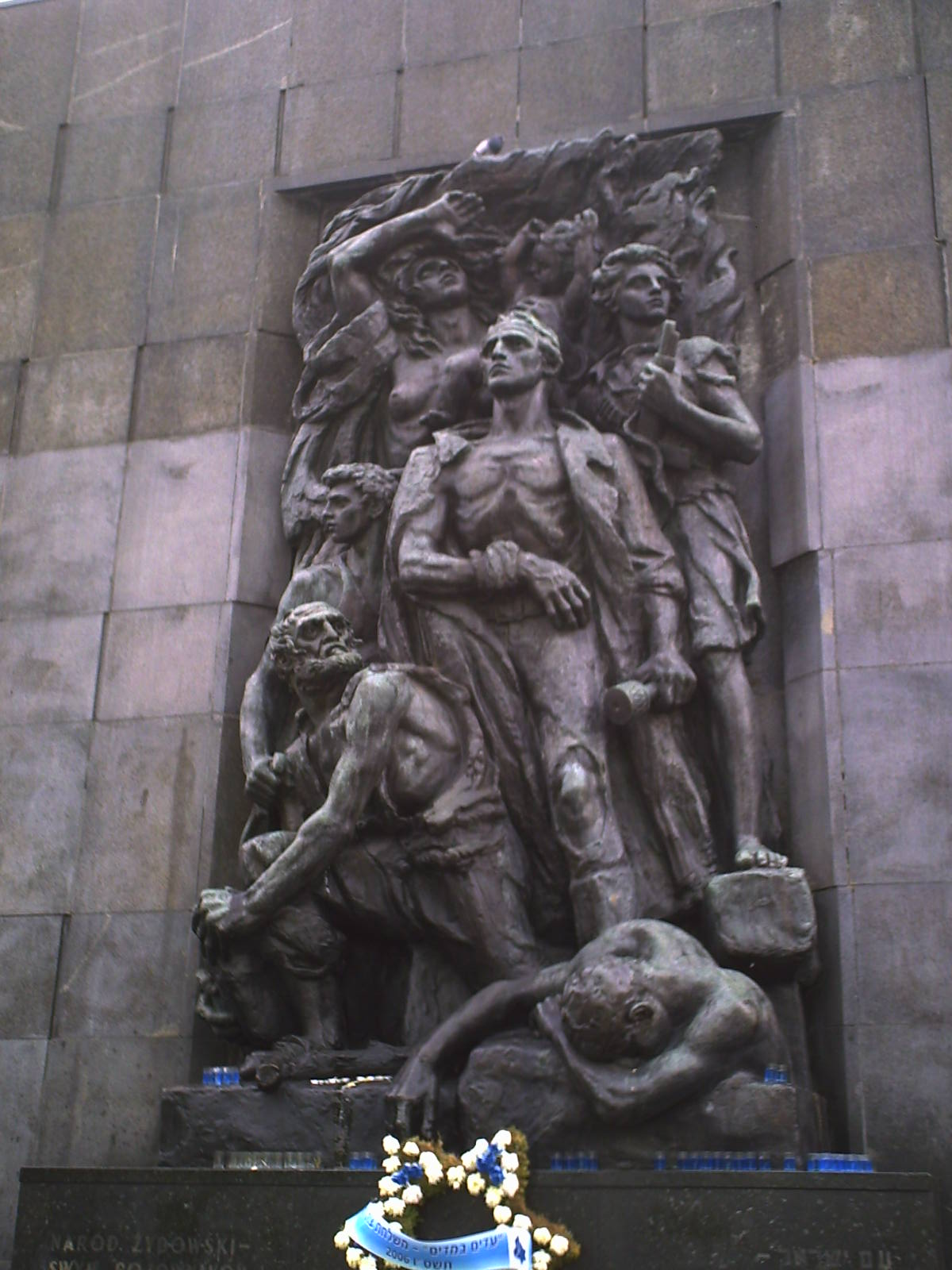
بنای یادبود قهرمانان گتو در ورشو، لهستان، به یاد قیام گتو ورشو در سال ۱۹۴۳ در طول جنگ جهانی دوم ساخته شده است. این بنای یادبود توسط ناتان راپاپورت طراحی شده و در سال ۱۹۴۸ تکمیل شده است. این بنا به عنوان یک ادای احترام قدرتمند به شجاعت و مقاومت مبارزان یهودی که در برابر نازی‌ها ایستادگی کردند، شناخته می‌شود. این بنای یادبود در منطقه‌ای که زمانی بخشی از گتو ورشو بود، در محل اولین درگیری مسلحانه قیام قرار دارد. این بنا شامل یک مجسمه گروهی برنزی از مبارزان است که شامل مردان، زنان و کودکان مسلح به تفنگ و کوکتل مولوتف می‌شود. شخصیت مرکزی این مجسمه، مردخای آنیلویچ، رهبر سازمان مبارزه یهودیان در طول قیام است.

هولوکاست در دوران مدرن تأثیر فراوانی در هنر و ادبیات قرن بیستم داشته است.

## ادبیات
برخی از مهم‌ترین آثار در باب هولوکاست را اسرای یهودی اسارت‌گاه‌های نازی‌ها نوشته‌اند، کسانی مانند ایمره کرتز، پریمو لوی، الی ویسل و آن فرانک. علاوه بر آن بخشی از ادبیات در بسیاری زبان‌ها به هولوکاست پرداخته است. هولوکاست موضوع مشترک آثار بسیاری نویسندگان آمریکایی از سیلویا پلات شاعر گرفته تا سال بلو رمان‌نویس بوده است.
رمان یعقوب کذاب نوشتهٔ یکی از همین اسرا است.

## شعر
فیلسوف آلمانی تئودور آدورنو گفتار مشهوری در باب هولوکاست دارد: شاعری پس از هولوکاست وحشی‌گری است. متون شعری بسیاری در زبان‌های مختلف یافت می‌شوند که هالوکاست به نوعی در آن انعکاس داشته است، اشعار پل سلان یکی از این نمونه‌هاست.